# Parti Unionest
Le parti Unionest est un parti politique canadien de la province de la Saskatchewan, aujourd'hui disparu, qui prônait dans les années 1980 la sécession des provinces de l'Ouest canadien (regroupant la Colombie-Britannique, l'Alberta, la Saskatchewan et le Manitoba) et leur rattachement aux États-Unis d'Amérique.
L'organisation politique est née en mars 1980 sous l'impulsion de Dick Collver, ancien dirigeant du Parti progressiste-conservateur de la Saskatchewan, dans un contexte politique de déception d'une partie de la population de l'Ouest face à la politique libérale fédérale, et dans lequel la sécession de l'Ouest canadien trouvait un certain écho, comme en témoigne la formation durant cette période de divers mouvements similaires tels que le Western Canada Concept.